# Congiunzione di Venere col Sole
Le congiunzioni di Venere col Sole sono un fenomeno astronomico di massima appariscenza, che ha suscitato l'interesse dell'uomo da oltre cinque millenni.

## Osservabilità di Venere

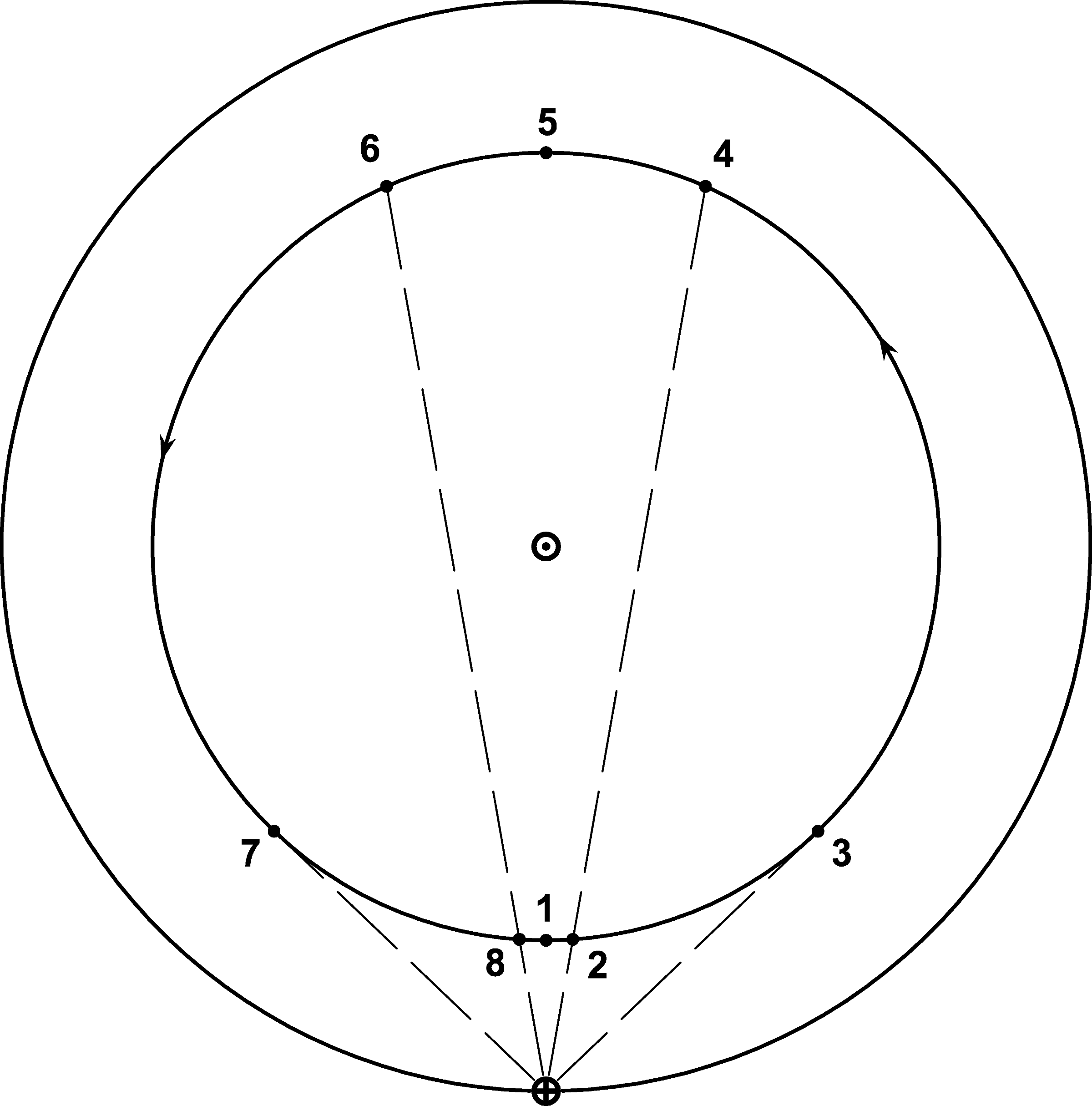

Venere è l'oggetto più luminoso della volta celeste, dopo il Sole e la Luna, osservabile dalla Terra, tanto da essere visibile anche di giorno, purché il sole sia basso sull'orizzonte e possibilmente coperto da un edificio o da un rilievo montuoso. Poco prima o poco dopo una congiunzione inferiore, quando la sua distanza dalla terra è minima, la sua luminosità raggiunge una magnitudine apparente di −4,89, ma si riduce progressivamente mano a mano che Venere si allontana sino a −3, valore raggiunto in occasione delle congiunzioni superiori. Benché, infatti, durante la congiunzione superiore Venere sia "piena" (Venere, infatti, esibisce fasi come quelle della Luna, anche se occorre un telescopio per osservarle distintamente) la sua luminosità è ridotta dalla maggior distanza.
Dato che Venere è un pianeta interno, cioè il diametro della sua orbita è più piccolo di quello terrestre, la sua elongazione, cioè la sua distanza angolare dal Sole non supera mai i 48°. Venere, quindi, è visibile solo per poche ore (al massimo tre) dopo il tramonto o prima dell'alba. La durata del periodo di visibilità cresce con l'elongazione ed è ovviamente nulla in occasione di congiunzioni, eventi durante i quali Venere scompare per circa 8 giorni (congiunzione inferiore) o per circa 50 giorni (congiunzione superiore). Alla congiunzione superiore Venere cessa di essere visibile come "stella del mattino" e diventa visibile come "stella della sera" e viceversa in occasione della congiunzione inferiore. I due periodi di visibilità fra una congiunzione e l'altra durano 263 giorni (8+263+50+263=584).

## I cicli di 8243 e 1199 anni

Pentagramma

Animazione del moto di Venere e del sole rispetto alla terra per otto anni terrestri, col pentagramma che emerge congiungendo le direzioni delle congiunzioni inferiori

### Le congiunzioni inferiori
Le congiunzioni inferiori si verificano ogni 584 giorni (periodo sinodico), cioè circa 1,6 anni terrestri, ossia poco più di un anno e sette mesi. La nuova congiunzione inferiore, però, non si verifica nella stessa costellazione zodiacale ed occorrono cinque periodi sinodici, cioè otto anni terrestri circa, perché la congiunzione abbia luogo a poco più di 2° dal punto di partenza sull'eclittica. La durata di otto anni coincide con il ciclo ottennale delle fasi lunari, la octaeteride, e questo fatto contribuì probabilmente a mettere in evidenza questi cicli sin dall'antichità.
Durante il ciclo sinodico di otto anni terrestri vi sono cinque congiunzioni inferiori. Se si congiungono con segmenti di retta le posizioni zodiacali in cui si verificano successivamente queste cinque congiunzioni, si ottiene un pentagramma iscritto nel cerchio dello zodiaco, detto "pentagramma di Venere". 
Ad ogni ciclo ottennale il pentagramma ruota, retrocedendo come si è detto di circa 2°, e nel corso del trentunesimo ciclo, esattamente dopo 243 anni, cioè 152 periodi sinodici, si completa una rotazione di circa 72°, che porta ogni vertice del pentagramma ad occupare quasi perfettamente la posizione del vertice successivo. Dopo cinque cicli di 243 anni, cioè 1215 anni, si dovrebbe verificare una completa rotazione del pentagramma. Dato, però, che il periodo sinodico è leggermente inferiore a 584 giorni, bastano 1199 anni e due settimane (750 periodi sinodici).

### Le congiunzioni superiori
Le congiunzioni superiori si verificano mezzo anno sinodico dopo quelle inferiori. Si verificano, quindi, alternativamente congiunzioni inferiori e superiori separate temporalmente di mezzo anno sinodico (circa nove mesi e mezzo); in pratica si verifica sempre almeno una congiunzione (inferiore o superiore) all'anno e talvolta due. Dato che un ciclo ottennale corrisponde a 5 periodi sinodici, nel suo corso si verificheranno dieci congiunzioni.
Dopo quattro anni da una congiunzione inferiore, la congiunzione superiore si verifica nello stesso giorno dell'anno e con la stessa longitudine zodiacale. Le congiunzioni superiori, quindi, ripercorrono il pentagramma di Venere con quattro anni di ritardo rispetto alle congiunzioni inferiori.

## Congiunzioni e transiti
Se le orbite della Terra e di Venere fossero complanari, durante ogni congiunzione inferiore si avrebbe un "Transito di Venere", cioè il pianeta apparirebbe come una piccola macchia scura che attraversa il disco solare. In realtà i due piani di rivoluzione sono inclinati fra loro di alcuni gradi e il transito può avvenire solo se la congiunzione ha luogo nei pressi di uno dei due "nodi", cioè i punti in cui l'orbita di Venere attraversa l'eclittica (cioè l'orbita apparente del Sole).
La Terra si allinea con i nodi dell'orbita di Venere a giugno e a dicembre di ogni anno, ma il simultaneo allineamento anche di Venere lungo questo asse è un evento raro. I transiti, inoltre, sono osservabili solo da parte della superficie terrestre perché si svolgono abbastanza rapidamente (al massimo una decina di ore, quando l'attraversamento del disco solare è diametrale).
La distanza angolare di due congiunzioni inferiori, che abbiano luogo al termine del ciclo ottennale, cioè l'angolo fra le due posizioni di Venere viste dalla Terra, è poco meno della dimensione angolare del disco solare. Ogni transito, perciò, è seguito a distanza di otto anni da al più un solo transito successivo. La rotazione del pentagramma di Venere impone che trascorrano altri 243 anni prima che il transito singolo o doppio si ripresenti nello stesso nodo. A metà di questo ciclo, però, un altro transito (singolo o doppio) si dovrebbe verificare in corrispondenza dell'altro nodo dell'orbita di Venere.
A causa dell'ellitticità e di lente variazioni delle orbite planetarie l'intervallo esatto fra i transiti successivi varia molto lentamente nel tempo. Lo schema di periodicità valido fra il 518 d.C. e il 2846 prevede che si verifichino sempre transiti doppi (come quello verificatosi nel giugno 2004 e nel giugno 2012 e quello successivo atteso per il dicembre degli anni 2117 e 2125) separati alternativamente da due intervalli diseguali di 105,5 e di 121,5 anni, per un totale appunto di 243 anni (=8 + 105,5 + 8 + 121,5).

## Moto retrogrado
Durante le congiunzioni inferiori il moto apparente di Venere è retrogrado per 41 giorni . Il fenomeno, tuttavia è difficile da osservare sia per la luminosità del Sole sia perché Venere volge verso la Terra l'emisfero in ombra.

## Congiunzione multipla con Mercurio
Il periodo sinodico di Venere vale poco più di 5 volte quello di Mercurio (116x5=580; 4 giorni meno di 584). Ogni 40 anni, cioè 5 cicli ottennali ossia 25 periodi sinodici venusiani, la piccola differenza si accumula fino a raggiungere circa il valore di un periodo sinodico di Mercurio, per cui anche questo pianeta si ripresenta in congiunzione con Venere e col Sole.
Più precisamente 25 periodi sinodici di Venere durano 39,967 anni mentre 126 (cioè 25x5+1) cicli sinodici di Mercurio durano 39,974 anni.

## Il pianeta Venere presso i Sumeri e i Babilonesi

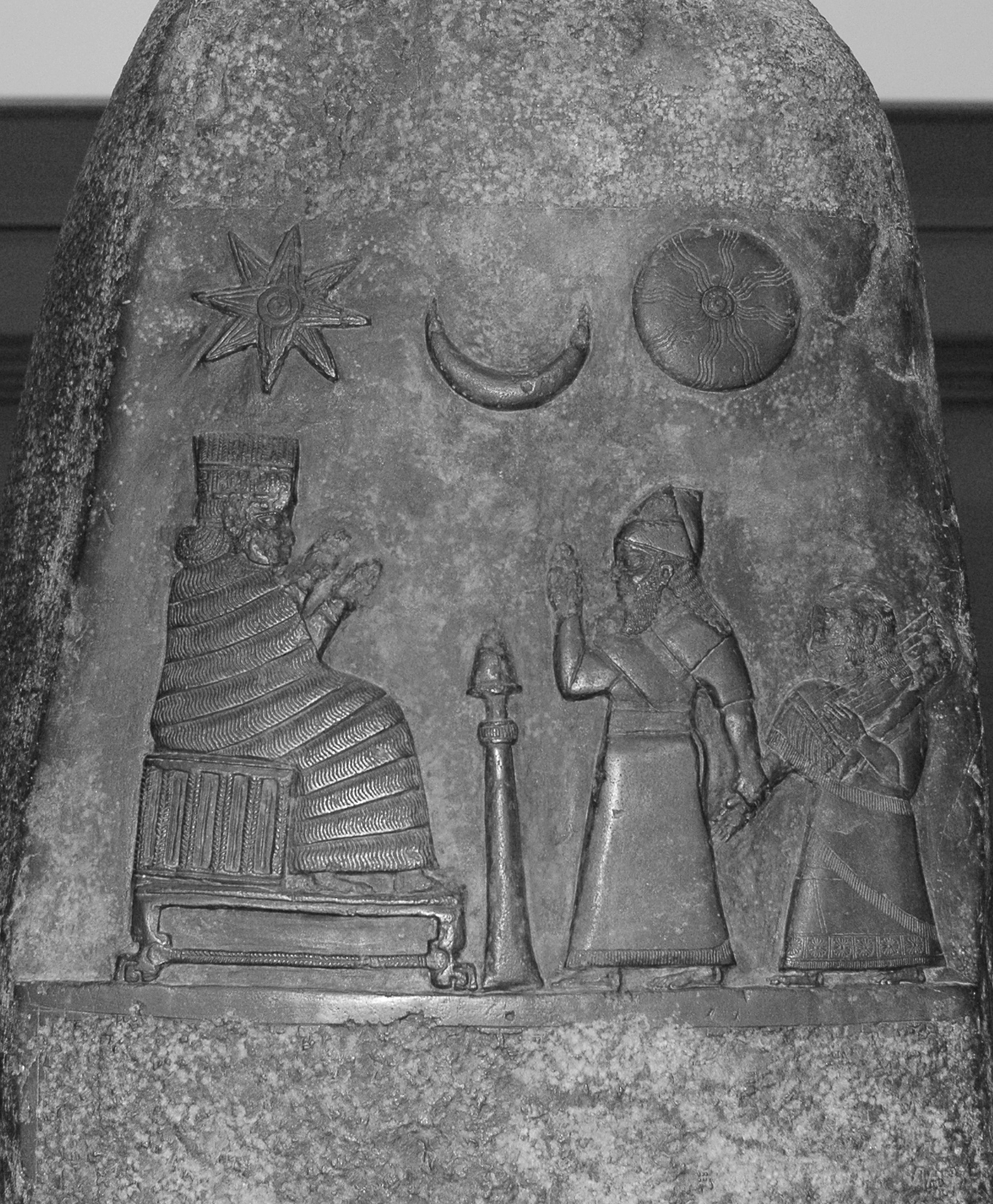
Meli-Šipak, re cassita di Babilonia (circa 1200 a.C.), presenta sua figlia ad una dea: la scena è sovrastata dai simboli di Venere (stella a otto punte), Luna e Sole, tre astri corrispondenti rispettivamente agli dei sumeri Inanna, Nanna e Utu

Già 3500 anni a.C., i Sumeri compresero che la stella del mattino e quella della sera erano un unico astro, cui fecero corrispondere la stessa dea Inanna. La temporanea scomparsa del pianeta in occasione delle sue congiunzioni col sole è probabilmente all'origine del mito sumero sulla "Discesa di Inanna agli Inferi".
Venere/Inanna era rappresentata tramite una stella ad otto punte, forse per ricordare la durata del ciclo sinodico di otto anni terrestri. Anche il pentagramma è simbolo diffuso sin dal IV e III millennio in testi sumeri (in cui corrisponde alla parola UB (=angolo) e su sigilli arcaici, nei quali se ne ignora il significato. 
Nel successivo millennio i Babilonesi registrarono i periodi di invisibilità di Venere in occasione delle sue congiunzioni per 21 anni consecutivi nella tavoletta 63 del manuale astrologico Enuma Anu Enlil (tavoletta di Venere di Ammi-saduqa). Le prime 10 linee descrivono un ciclo di otto anni compiuto dal pianeta, mentre le successive dieci descrivono un secondo ciclo. La tavoletta ha fornito la base per la cronologia assoluta babilonese.

## Il pianeta Venere nella mitologia Greco-Romana
La presenza di Venere all'alba e al tramonto diede luogo a due diversi miti greco-romani: quello di Fosforo in Grecia (o Lucifero a Roma), per la stella del mattino, e quello di Vespero, la stella della sera. Nella cultura greco-romana l'identificazione della stella della sera con quella del mattino era attribuita a Pitagora, che potrebbe aver attinto notizie astronomiche durante i suoi viaggi in oriente. Nella sua scuola il pentagramma si caricò di importanza matematica, a causa dell'incommensurabilità dell'apotema del pentagono con i lati e della scoperta della sezione aurea, e di simbolismo esoterico, diventando "pentalfa" e successivamente "pentacolo".

## La congiunzione inferiore come simbolo di morte e risurrezione
La luminosità di Venere ha caratteristiche particolari: "nasce" dopo una congiunzione superiore e diventa sempre più visibile fino a scomparire brevemente durante la congiunzione inferiore, dopo la quale ricompare luminosa come prima, ma come "stella del mattino". Questo comportamento può spiegare come mai Gesù risorto si presenta con questo titolo nell'Apocalisse di Giovanni 22,16  Secondo John Pratt Venere diventò visibile come stella del mattino proprio domenica 3 aprile 33, una delle principali date in cui viene usualmente collocata la risurrezione di Cristo. La stessa simbologia sembra essere stata applicata dagli antichi popoli americani alla morte e risurrezione del semidio Quetzalcoatl